# Stenolophus tarsalis
Stenolophus tarsalis är en skalbaggsart som beskrevs av Thomas Casey. Stenolophus tarsalis ingår i släktet Stenolophus och familjen jordlöpare. Inga underarter finns listade i Catalogue of Life.